# Fútbol en los Juegos del Pacífico Sur de 1991
El fútbol fue uno de los deportes en los que los países participantes en los Juegos del Pacífico Sur 1991 se disputaron medallas.
Fiyi obtuvo por primera vez la presea dorada venciendo en la final por penales a las Islas Salomón luego de finalizar 1-1 en el tiempo reglamentario. La medalla de bronce la consiguió Nueva Caledonia.

## Equipos participantes
| Fiyi               | Guam   | Islas Salomón | Nueva Caledonia |
| Papúa Nueva Guinea | Tahití | Vanuatu       | Wallis y Futuna |

## Resultados

### Primera ronda

#### Grupo 1
| Equipo             | Pts | PJ | PG | PE | PP | GF | GC | Dif |
| ------------------ | --- | -- | -- | -- | -- | -- | -- | --- |
| Islas Salomón      | 5   | 3  | 2  | 1  | 0  | 7  | 1  | 6   |
| Vanuatu            | 4   | 3  | 2  | 0  | 1  | 7  | 2  | 5   |
| Papúa Nueva Guinea | 3   | 3  | 1  | 1  | 1  | 3  | 2  | 1   |
| Wallis y Futuna    | 0   | 3  | 0  | 0  | 3  | 1  | 13 | -12 |

| Fecha            | Lugar              |                    |                               | Resultado |                               |                    |
| ---------------- | ------------------ | ------------------ | ----------------------------- | --------- | ----------------------------- | ------------------ |
| 9 de septiembre  | Papúa Nueva Guinea | Islas Salomón      | Bandera de Islas Salomón      | 0:0       | Bandera de Papúa Nueva Guinea | Papúa Nueva Guinea |
| 9 de septiembre  | Papúa Nueva Guinea | Vanuatu            | Bandera de Vanuatu            | 5:0       | Bandera de Wallis and Futuna  | Wallis y Futuna    |
| 11 de septiembre | Papúa Nueva Guinea | Islas Salomón      | Bandera de Islas Salomón      | 5:0       | Bandera de Wallis and Futuna  | Wallis y Futuna    |
| 11 de septiembre | Papúa Nueva Guinea | Vanuatu            | Bandera de Vanuatu            | 1:0       | Bandera de Papúa Nueva Guinea | Papúa Nueva Guinea |
| 13 de septiembre | Papúa Nueva Guinea | Islas Salomón      | Bandera de Islas Salomón      | 2:1       | Bandera de Vanuatu            | Vanuatu            |
| 13 de septiembre | Papúa Nueva Guinea | Papúa Nueva Guinea | Bandera de Papúa Nueva Guinea | 3:1       | Bandera de Wallis and Futuna  | Wallis y Futuna    |

#### Grupo 2
| Equipo          | Pts | PJ | PG | PE | PP | GF | GC | Dif |
| --------------- | --- | -- | -- | -- | -- | -- | -- | --- |
| Fiyi            | 6   | 3  | 3  | 0  | 0  | 20 | 1  | 19  |
| Nueva Caledonia | 3   | 3  | 1  | 1  | 1  | 21 | 5  | 16  |
| Tahití          | 3   | 3  | 1  | 1  | 1  | 17 | 5  | 8   |
| Guam            | 0   | 3  | 0  | 0  | 3  | 1  | 47 | -46 |

| Fecha            | Lugar              |                 |                               | Resultado |                               |                 |
| ---------------- | ------------------ | --------------- | ----------------------------- | --------- | ----------------------------- | --------------- |
| 10 de septiembre | Papúa Nueva Guinea | Tahití          | Bandera de Polinesia Francesa | 15:0      | Bandera de Guam               | Guam            |
| 10 de septiembre | Papúa Nueva Guinea | Fiyi            | Bandera de Fiyi               | 3:1       | Bandera de Nueva Caledonia    | Nueva Caledonia |
| 12 de septiembre | Papúa Nueva Guinea | Nueva Caledonia | Bandera de Nueva Caledonia    | 2:2       | Bandera de Polinesia Francesa | Tahití          |
| 12 de septiembre | Papúa Nueva Guinea | Fiyi            | Bandera de Fiyi               | 14:1      | Bandera de Guam               | Guam            |
| 14 de septiembre | Papúa Nueva Guinea | Tahití          | Bandera de Polinesia Francesa | 0:3       | Bandera de Fiyi               | Fiyi            |
| 14 de septiembre | Papúa Nueva Guinea | Guam            | Bandera de Guam               | 0:18      | Bandera de Nueva Caledonia    | Nueva Caledonia |

### Segunda ronda

#### Semifinales
| Fecha            | Lugar              |               |                          | Resultado |                            |                 |
| ---------------- | ------------------ | ------------- | ------------------------ | --------- | -------------------------- | --------------- |
| 17 de septiembre | Papúa Nueva Guinea | Fiyi          | Bandera de Fiyi          | 3:1       | Bandera de Vanuatu         | Vanuatu         |
| 17 de septiembre | Papúa Nueva Guinea | Islas Salomón | Bandera de Islas Salomón | 4:1       | Bandera de Nueva Caledonia | Nueva Caledonia |

#### Medalla de bronce
| Fecha            | Lugar              |                 |                            | Resultado |                    |         |
| ---------------- | ------------------ | --------------- | -------------------------- | --------- | ------------------ | ------- |
| 19 de septiembre | Papúa Nueva Guinea | Nueva Caledonia | Bandera de Nueva Caledonia | 3:1       | Bandera de Vanuatu | Vanuatu |

#### Final
| Fecha            | Lugar              |      |                 | Resultado      |                          |               |
| ---------------- | ------------------ | ---- | --------------- | -------------- | ------------------------ | ------------- |
| 20 de septiembre | Papúa Nueva Guinea | Fiyi | Bandera de Fiyi | 1:1 (5:4 pen.) | Bandera de Islas Salomón | Islas Salomón |

| Bandera de Fiyi |
| Campeón Fiyi    |
| Primer título   |

### Torneo de consolación

#### Semifinales
| Fecha            | Lugar              |                    |                               | Resultado |                              |                 |
| ---------------- | ------------------ | ------------------ | ----------------------------- | --------- | ---------------------------- | --------------- |
| 17 de septiembre | Papúa Nueva Guinea | Tahití             | Bandera de Polinesia Francesa | 5:0       | Bandera de Wallis and Futuna | Wallis y Futuna |
| 17 de septiembre | Papúa Nueva Guinea | Papúa Nueva Guinea | Bandera de Papúa Nueva Guinea | 14-0      | Bandera de Guam              | Guam            |

#### Partido por el séptimo puesto
| Fecha            | Lugar              |                 |                              | Resultado |                 |      |
| ---------------- | ------------------ | --------------- | ---------------------------- | --------- | --------------- | ---- |
| 18 de septiembre | Papúa Nueva Guinea | Wallis y Futuna | Bandera de Wallis and Futuna | 12:0      | Bandera de Guam | Guam |

#### Partido por el quinto puesto
| Fecha            | Lugar              |                    |                               | Resultado |                               |        |
| ---------------- | ------------------ | ------------------ | ----------------------------- | --------- | ----------------------------- | ------ |
| 18 de septiembre | Papúa Nueva Guinea | Papúa Nueva Guinea | Bandera de Papúa Nueva Guinea | 0-18      | Bandera de Polinesia Francesa | Tahití |